# 1. červenec
1. červenec je 182. den roku podle gregoriánského kalendáře (183. v přestupném roce). Do konce roku zbývá 183 dní. Svátek má Jaroslava.

## Události

### Česko
- 1300 – Ve Vlašském dvoře v Kutné Hoře začala ražba Pražského groše.
- 1415 – Mistr Jan Hus píše svůj poslední list z Kostnice.
- 1420 – V období od 1. do 8. července byl v Praze byl zpracován a vyhlášen společný husitský program, zvaný čtyři artikuly pražské. Obsahoval požadavek svobodného kázání slova božího, trestání smrtelných hříchů u všech osob stejně, přijímání svátosti oltářní podobojí způsobou a odejmutí světské moci kněžím.
- 1863 – Svou činnost v Praze zahájila Česká eskomptní banka. Byla založena za účasti předních pražských bank, jako první ze série bankovních ústavů v Praze.
- 1883 – V Praze je vydán pod názvem „Abecední seznam dosud ohlášených P.T. abonentů pro ústřední síť telefonickou“ první telefonní seznam.
- 1899 – V Ústí nad Labem byl zahájen provoz elektrické tramvaje.
- 1917 – V rámci Kerenského ofenzívy započala bitva u Zborova, v níž drtivě zvítězili Československé legie.
- 1930 – Československé státní aerolinie uskutečnily první mezinárodní let – letadlem Ford 5AT na lince Praha – Záhřeb.
- 1951 – Přestavbou katastrů obcí Ostravice a Staré Hamry vznikla obec Bílá.
- 1955 – Nájemníci se začali stěhovat do panelového domu v Ďáblicích – ten se tak stal prvním obytným panelovým domem v Praze.
- 1960 – V Československu vstoupila v účinnost další správní reforma, která zrušila správní reformu z roku 1949.
- 1967 – Rozhodnutím ministra dopravy Aloise Indry byla zřízena (rozdělením dosavadního Střediska pro rozvoj silnic a dálnic) nová rozpočtová organizace Ředitelství dálnic pro zajištění a uspořádání investorské a správní činnosti v souvislosti s budováním dálnic v ČSSR.
- 1986 – V Praze byly do provozu s cestujícími zařazeny velkokapacitní obousměrné tramvaje Tatra KT8D5, první československé tříčlánkové stroje.
- 1991 – Zástupci šesti zemí v Praze podepsali ukončení platnosti Varšavské smlouvy.
- 2006
  - V České republice začaly první páry osob stejného pohlaví uzavírat registrované partnerství.
  - V dopravě začal platit bodový systém.
- 2013 – Vznikl vědecko-výzkumný ústav Český institut informatiky, robotiky a kybernetiky (anglicky Czech Institute of Informatics, Robotics and Cybernetics, zkratkou CIIRC) coby součást Českého vysokého učení technického v Praze.
- 2019
  - Vzniklo velitelství informačních a kybernetických sil AČR.
- 2025
  - V Česku přestalo být podmínkou pro úřední změnu pohlaví operace či hormonální léčba.

### Svět
- 1520 – V Tenochtitlánu, okupovaném Španěly, vypuklo povstání, při němž byli Španělé za obrovských ztrát na životech nuceni uprchnout z města.
- 1569 – Stvrzení sjednocení Polského království a Litevského velkoknížectví Lublinskou unií.
- 1810 – Požár sídla rakouského velvyslance v Paříži, kdy při plesu na počest sňatku Napoleona Bonaparta s rakouskou arcivévodkyní Marií Louisou zahynulo nebo bylo těžce zraněno několik desítek lidí.
- 1850 – V habsburské monarchii vydány první poštovní známky (některé zdroje uvádějí datum 1. červen).
- 1863 – Americká občanská válka: začala třídenní bitva u Gettysburgu, ve které byly síly Konfederace poraženy armádou Unie. Střetnutí zvrátilo průběh války ve prospěch severních států.
- 1867 – Vzniká nezávislá konfederace Kanada.
- 1903 – Odstartoval první ročník cyklistického závodu Tour de France 1903.
- 1904 – V St. Louis byly zahájeny III. letní olympijské hry.
- 1908 – Signál SOS byl zaveden jako celosvětový standard volání o pomoc.
- 1916 – První světová válka: v 7:30 ráno začalo jedno z největších střetnutí konfliktu bitva na Sommě.
- 1971 – Založeny Bratislavské automobilové závody, první automobily Škoda Garde zde však vyrobili až na jaře 1982.
- 1979 – Firma Sony představila walkman.
- 1997 – Byl předán Hongkong Číně.
- 2013 – Chorvatsko bylo přijato jako 28. člen Evropské unie.

## Narození
Viz též Kategorie:Narození 1. července — automatický abecedně řazený seznam.

### Česko

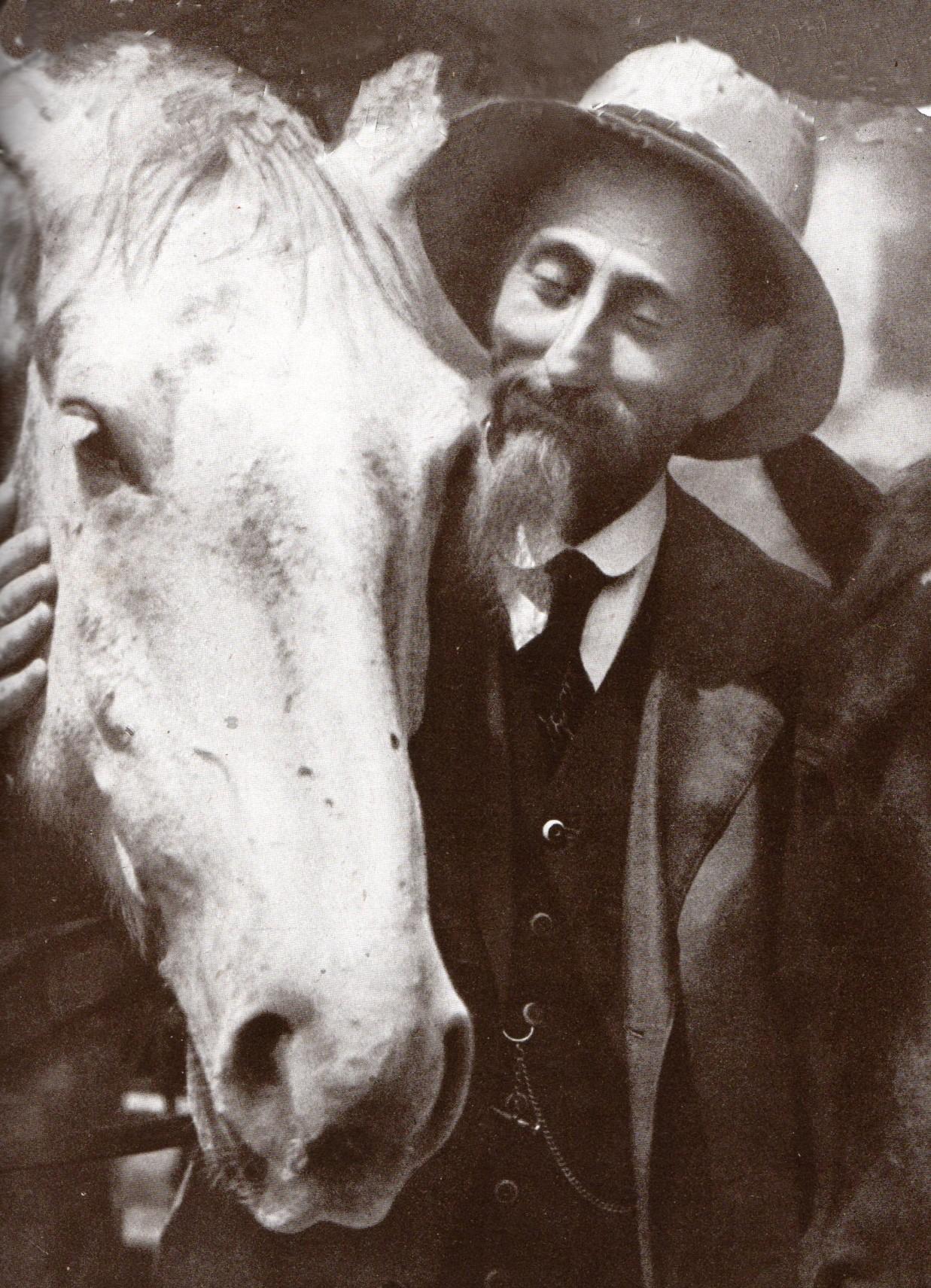
Jindřich Plachta (* 1899)

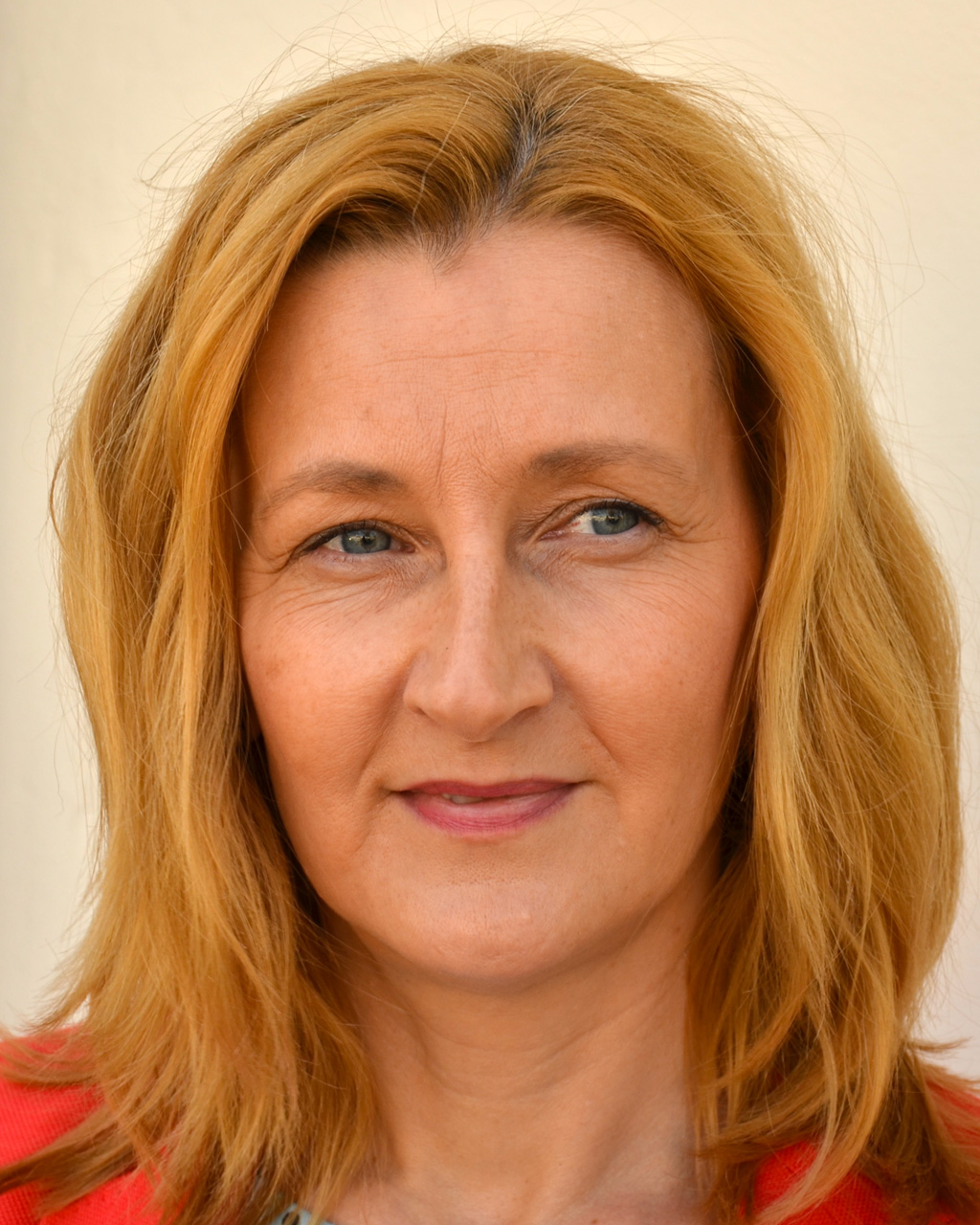
Daniela Drtinová (* 1970)

- 1810 – Petr Miloslav Veselský, archivář, spisovatel a dějepisec († 9. července 1889)
- 1833 – Eliška Pešková, herečka († 23. května 1895)
- 1855 – Bedřich Frida, spisovatel, překladatel, dramaturg a divadelní kritik († 15. října 1918)
- 1859 – Karel IV. kníže ze Schwarzenbergu, šlechtic a politik († 4. října 1913)
- 1866 – Václav Flajšhans, filolog a literární historik († 20. listopadu 1950)
- 1869
  - Franz Jesser, československý politik německé národnosti († 16. března 1954)
  - Adéla Srnová, tanečnice († 2. ledna 1935)
- 1886
  - Josef Cibulka, historik umění a archeolog († 2. dubna 1968)
  - Theodor Kössl, právník a hudební skladatel († 18. září 1969)
- 1890 – Rudolf Jílovský, kabaretiér, zpěvák, šansoniér, herec a redaktor († 7. června 1954)
- 1899 – Jindřich Plachta, herec († 6. listopadu 1951)
- 1912 – Václav Vojtěch Tošovský, († 26. listopadu 2007)
- 1914 – Josef Olejník, katolický kněz, hudebník, pedagog a skladatel († 11. července 2009)
- 1915
  - Rudolf Pernický, voják, předseda Konfederace politických vězňů České republiky († 21. prosince 2005)
  - Josef Zlámal, kněz a převor Maltézského řádu († 22. prosince 2008)
- 1917 – Milada Blekastad, norská spisovatelka, literární historička a komenioložka českého původu († 25. října 2003)
- 1922
  - Jiří Ropek, varhaník a skladatel († 21. června 2005)
  - Vítězslav Černý, herec († 4. srpna 1986)
- 1923 – Vladimír Ráž, herec († 4. července 2000)
- 1926 – Jan Valášek, filmový režisér, scenárista a herec († 27. ledna 1968)
- 1927 – Ladislav Bařinka, plastický chirurg († 28. července 2020)
- 1931
  - Miroslav Krejča, herec a spisovatel († 11. června 2005)
  - Stanislav Grof, americký psychiatr českého původu
- 1936 – Jana Štroblová, literátka
- 1954 – Antonín Charouz, automobilový závodník
- 1955 – Michael Kuneš, politik
- 1962 – Václav Hampl, fyziolog
- 1968 – Aleš Zbořil, herec a moderátor
- 1970
  - Miloš Doležal, spisovatel
  - Daniela Drtinová, moderátorka a právnička
- 1979 – Martin Písařík, herec a dabér
- 1985 – Karlos Vémola, MMA bojovník
- 1993 – Richard Nedomlel, hokejový obránce
- 1996 – Štěpánka Fingerhutová, herečka

### Svět

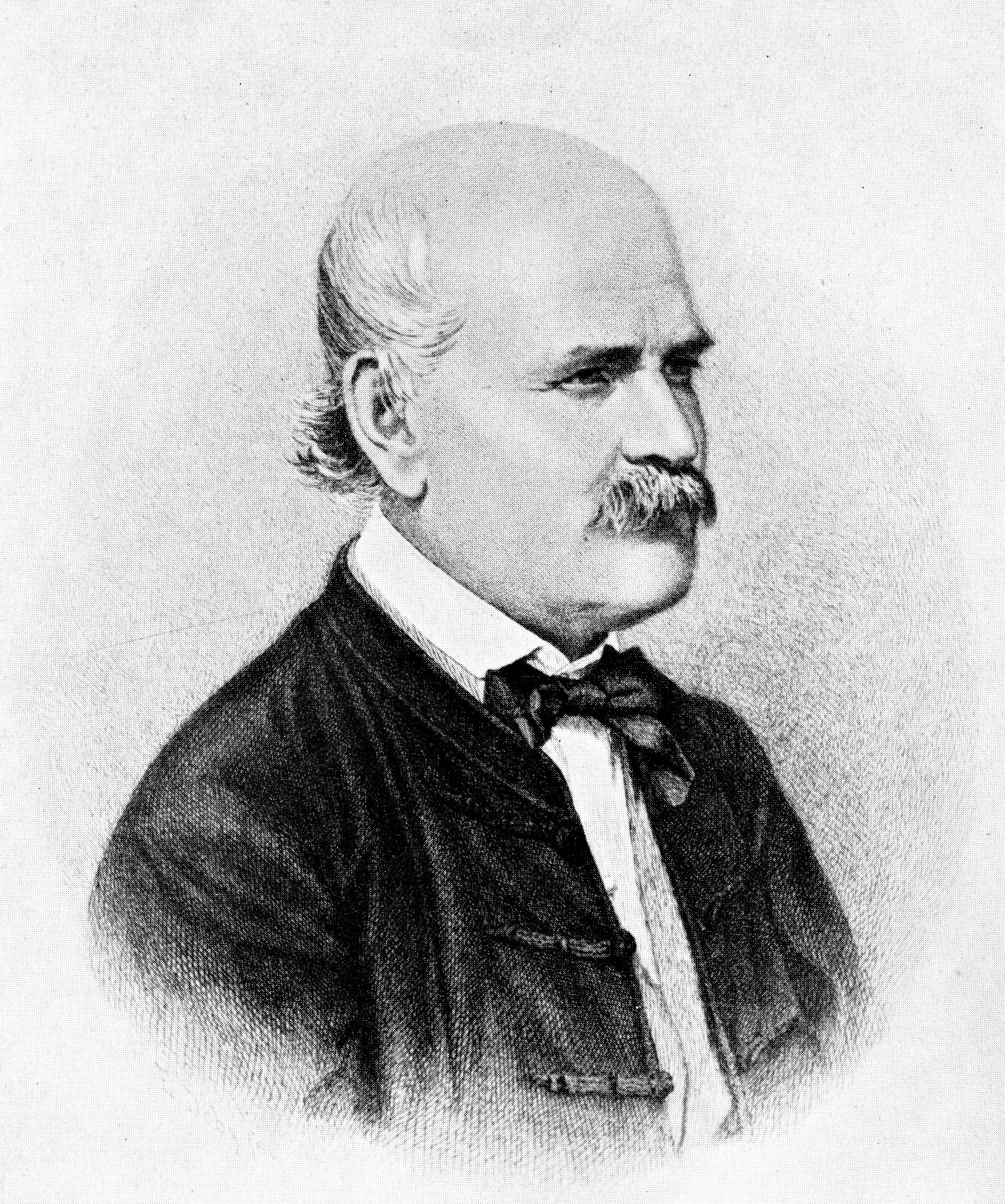
Ignác Filip Semmelweis (* 1818)

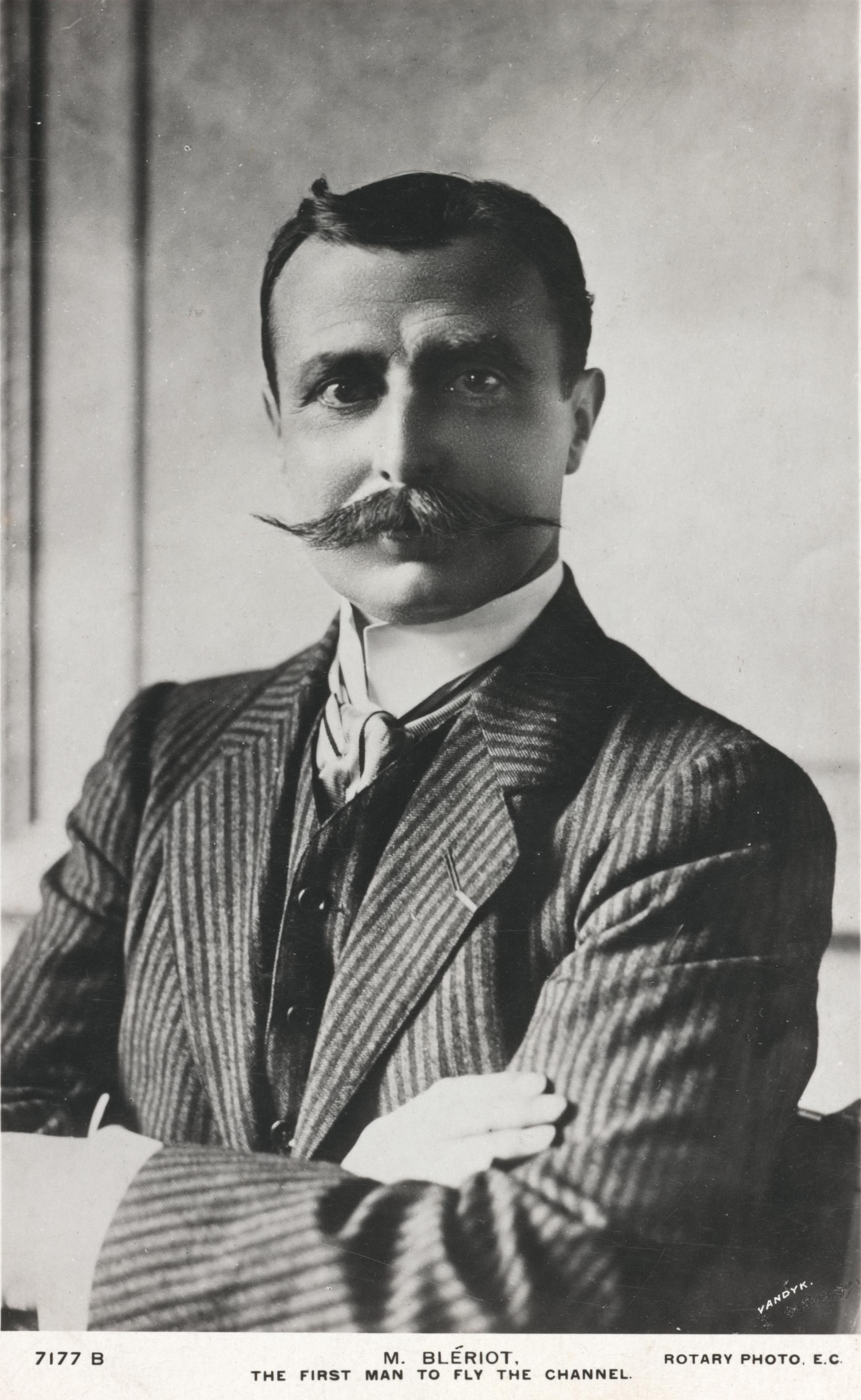
Louis Blériot (* 1872)

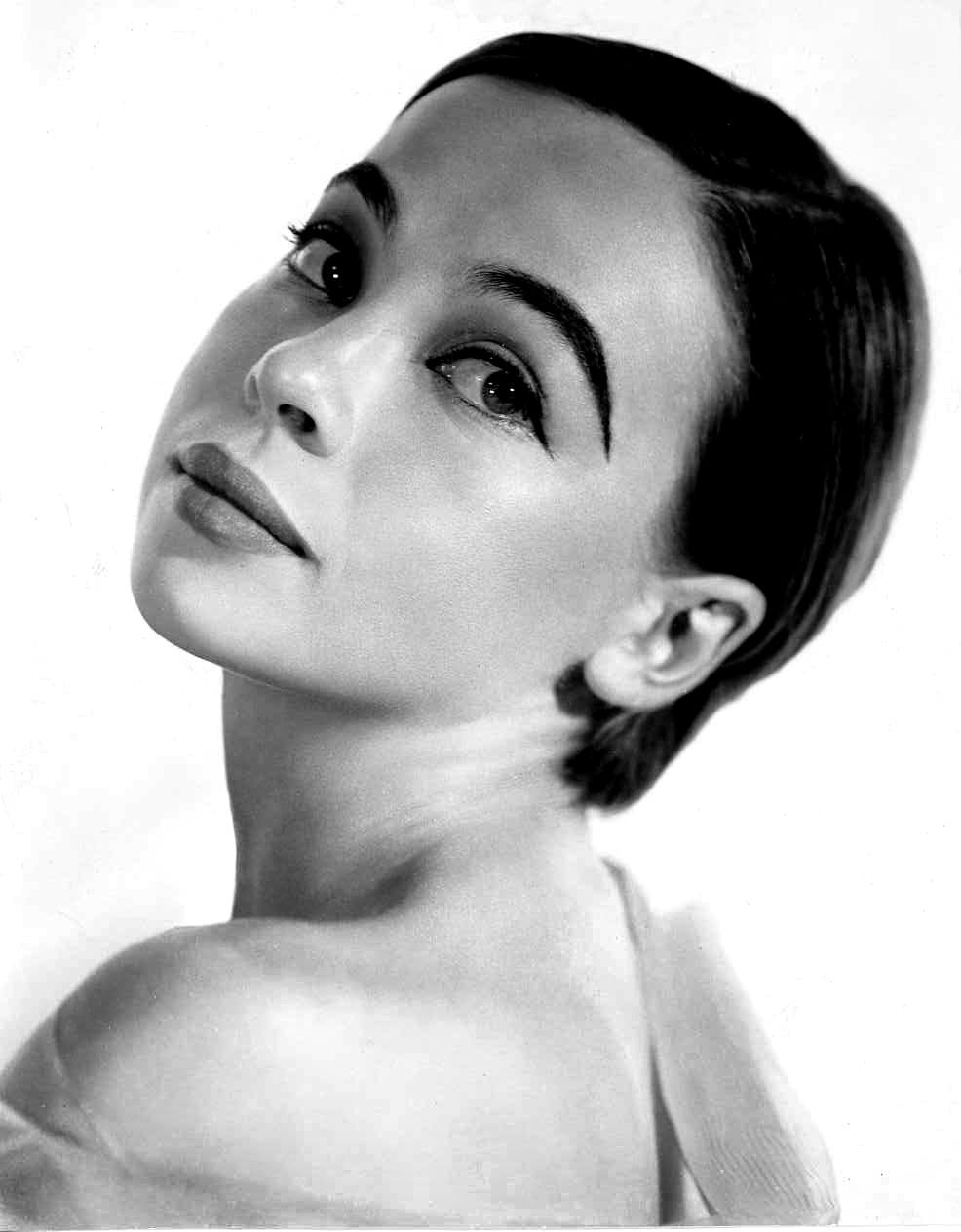
Leslie Caron (* 1931)

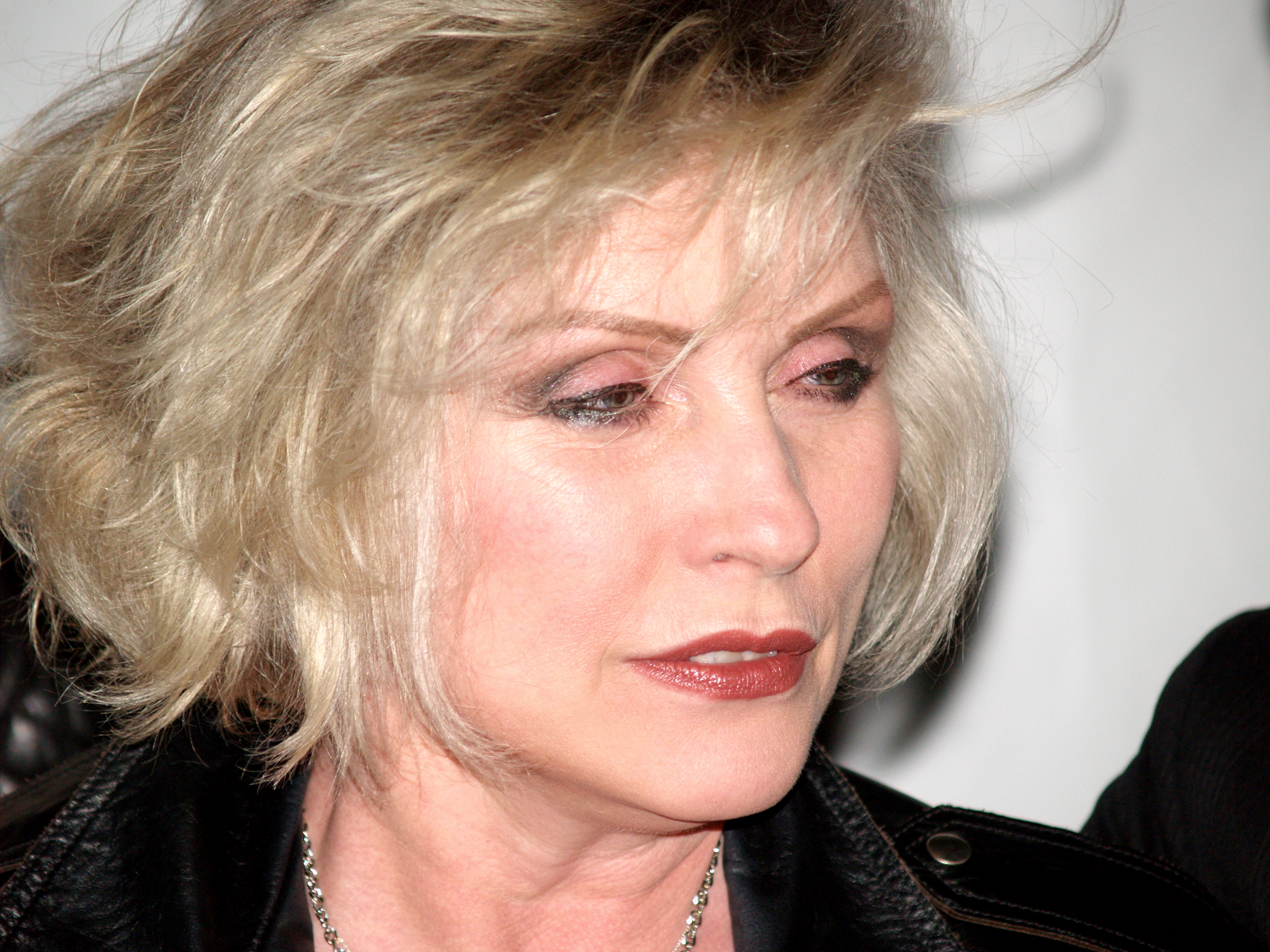
Debbie Harry (* 1945)

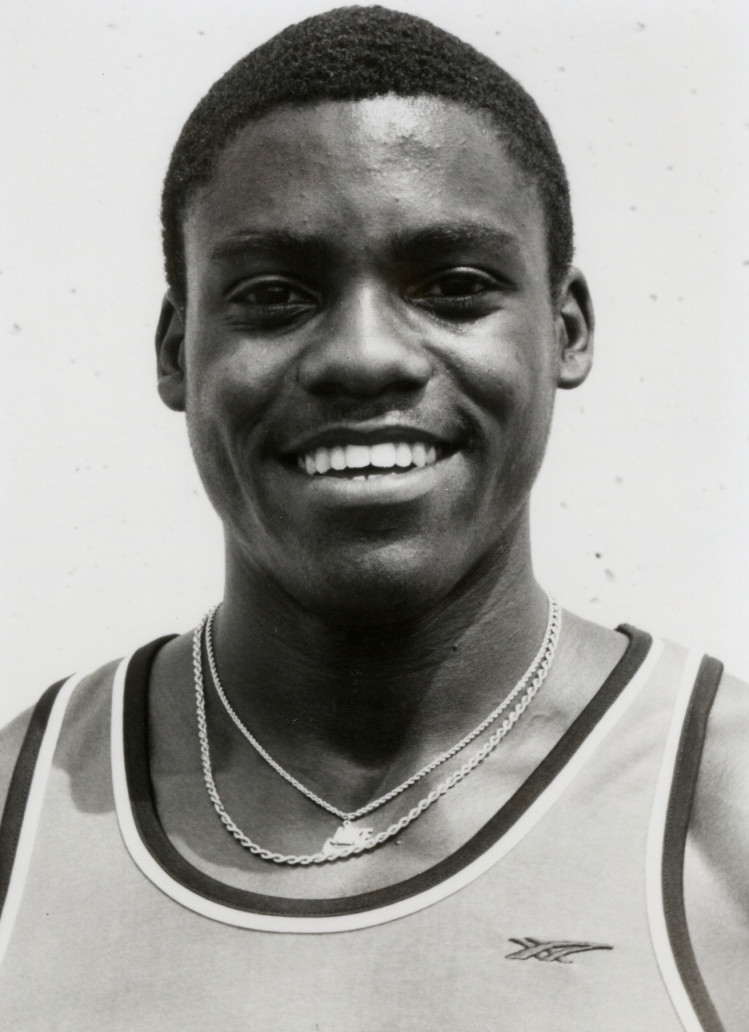
Carl Lewis (* 1961)

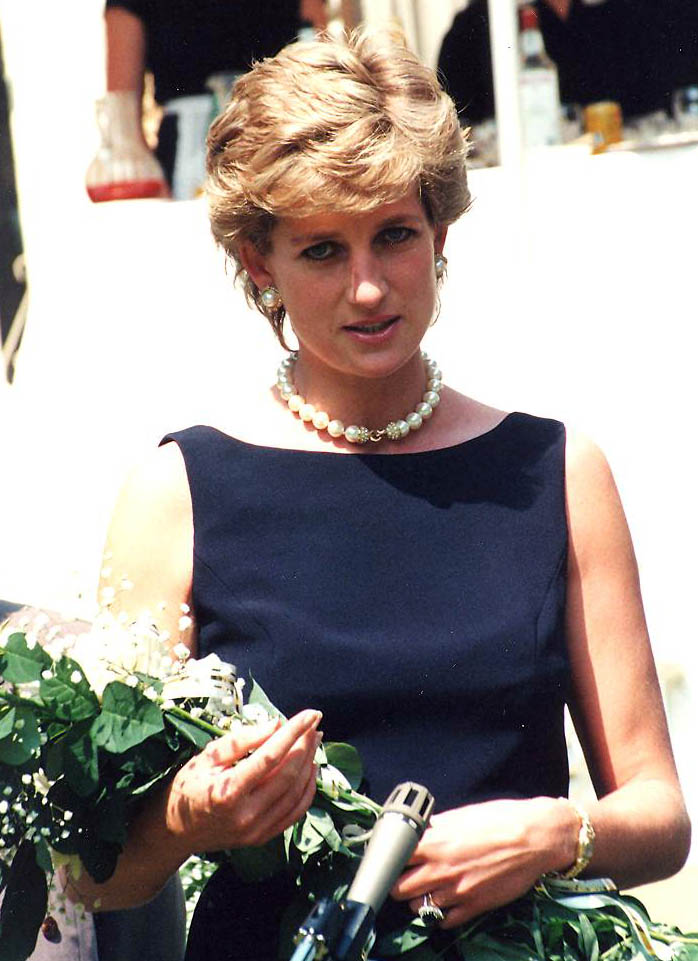
Princezna Diana (* 1961)

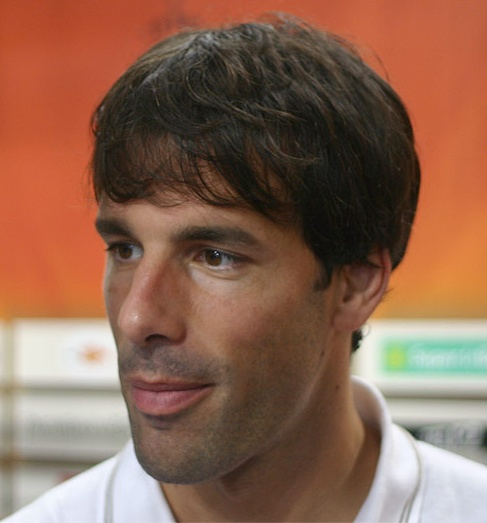
Ruud van Nistelrooy (* 1976)

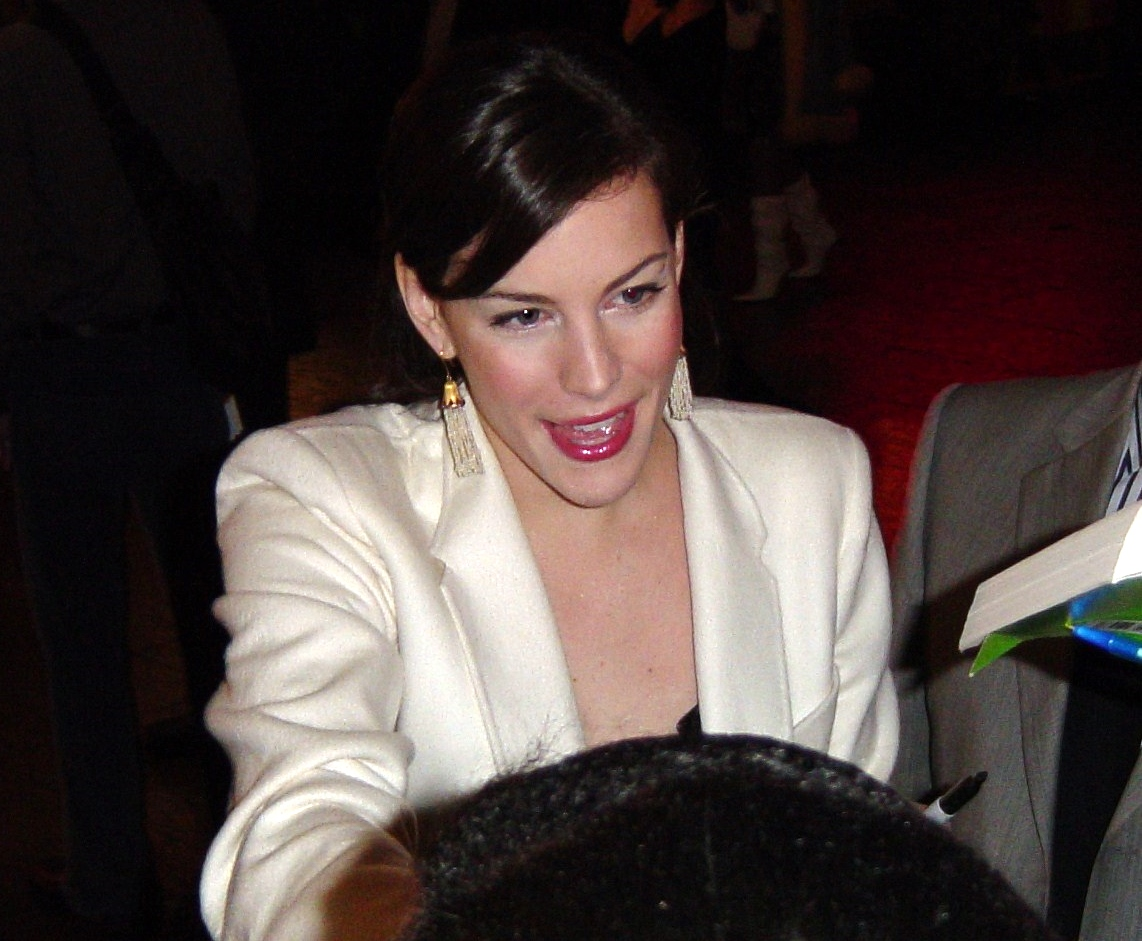
Liv Tyler (* 1977)

- 1311 – Liou Ťi, čínský státník, vojevůdce, spisovatel a básník († 16. května 1375)
- 1481 – Kristián II. Dánský, švédský král († 25. ledna 1559)
- 1506 – Ludvík Jagellonský, král český a uherský od roku 1516 († 29. srpna 1526)
- 1534 – Frederik II. Dánský, dánský a norský král († 4. dubna 1588)
- 1606 – Erasmo di Bartolo, italský hudební skladatel, varhaník a pedagog († 12. září 1656)
- 1627 – Anna Marie Meklenbursko-Schwerinská, německá šlechtična († 11. prosince 1669)
- 1646 – Gottfried Wilhelm Leibniz, německý filozof, fyzik, matematik a diplomat († 14. listopadu 1716)
- 1654 – Louis Joseph de Bourbon, francouzský vojevůdce († 11. června 1712)
- 1700 – František Perger, slovenský jezuita († 26. dubna 1772)
- 1742 – Georg Christoph Lichtenberg, německý satirik, fyzik, astronom a matematik († 1799)
- 1788 – Jean-Victor Poncelet, francouzský matematik, mechanik a geometr († 22. prosince 1867)
- 1804 – George Sand, francouzská spisovatelka († 8. června1876)
- 1818 – Ignác Filip Semmelweis, maďarský gynekolog († 13. srpna 1865)
- 1823 – Friedrich Brandt, německý fotograf († 3. června 1891)
- 1835 – Samuel Mikler, slovenský evangelický kněz, náboženský spisovatel († 29. listopadu 1909)
- 1844 – Petr I. Karađorđević, král Srbska († 16. srpna 1921)
- 1855 – August von Engel, předlitavský státní úředník a politik († 9. ledna 1941)
- 1870 – Léonard Misonne, belgický piktorialistický fotograf († 14. září 1943)
- 1872
  - Louis Blériot, francouzský vynálezce, letecký konstruktér a podnikatel († 2. srpna 1936)
  - William Duddell, britský fyzik a vynálezce († 4. listopadu 1917)
- 1873 – Andrass Samuelsen, faerský politik, první premiér († 30. června 1954)
- 1879 – Léon Jouhaux, francouzský odborář, nositel Nobelovy ceny za mír († 28. dubna 1954)
- 1889 – Věra Muchinová, sovětská sochařka († 6. října 1953)
- 1892 – James M. Cain, americký spisovatel a novinář († 27. října 1977)
- 1897 – Binjamin Arditi, izraelský politik († 20. května 1981)
- 1899
  - Charles Laughton, britský herec, režisér a producent († 15. prosince 1962)
  - Konstantinos Tsatsos, prezident Řecka († 8. října 1987)
- 1902 – William Wyler, americký filmový režisér († 27. července 1981)
- 1903 – Amy Johnsonová, anglická pilotka († 5. ledna 1941)
- 1906
  - Jean Dieudonné, francouzský matematik († 29. listopadu 1992)
  - Estée Lauder, zakladatelka kosmetické společnosti († 24. dubna 2004)
- 1908
  - Ed Gordon, americký olympijský vítěz ve skoku do dálky († 5. září 1971)
  - Alvino Rey, americký banjista a kytarista († 2. února 2004)
- 1909 – Juan Carlos Onetti, uruguayský spisovatel († 30. května 1994)
- 1910
  - Walter Kolneder, rakouský muzikolog, hudební vydavatel a spisovatel († 30. ledna 1994)
  - Glenn Hardin, americký sprinter, olympijský vítěz z roku 1936 († 6. března 1975)
- 1911 – Sergej Leonidovič Sokolov, maršál Sovětského svazu a ministr obrany († 31. srpna 2012)
- 1914 – Ahmad Hasan al-Bakr, prezident Iráku († 4. října 1982)
- 1915
  - Alun Lewis, velšský básník († 5. března 1944)
  - Willie Dixon, americký bluesový hudebník, zpěvák a skladatel († 29. ledna 1992)
- 1916
  - Lawrence Halprin, americký zahradní architekt († 25. října 2009)
  - Olivia de Havilland, americká filmová herečka († 26. července 2020)
- 1917 – Milada Blekastad, norská spisovatelka a literární historička českého původu († 25. října 2003)
- 1921
  - Seretse Khama, první prezident afrického státu Botswana († 13. července 1980)
  - François Abou Mokh, arcibiskup Palmýrský († 11. srpna 2006)
  - Jerzy Stefan Stawiński, polský prozaik, filmový scenárista a režisér († 12. června 2010)
- 1922 – Riccardo Carapellese, italský fotbalový útočník († 20. říjen 1995)
- 1926
  - Fernando Corbató, americký informatik († 12. července 2019)
  - Hans Werner Henze, německý hudební skladatel († 27. října 2012)
  - Robert Fogel, americký historik hospodářství, Nobelova cena 1993 († 11. června 2013)
- 1927
  - Leo Klejn, ruský archeolog, antropolog a filolog († 7. listopadu 2019)
  - Čandra Šékhar, indický premiér († 2007)
  - Alan Jack Charig, britský paleontolog († 15. července 1997)
- 1931 – Leslie Caronová, francouzská herečka a tanečnice
- 1934
  - Sydney Pollack, americký filmový režisér, producent, pedagog a herec († 26. května 2008)
  - Claude Berri, francouzský filmový režisér, herec, scenárista a producent († 12. ledna 2009)
  - Jamie Farr, americký televizní, filmový a divadelní herec
- 1935 – Rashied Ali, americký jazzový bubeník († 12. srpna 2009)
- 1939 – Karen Blacková, americká herečka († 8. srpna 2013)
- 1941 – Myron Scholes, americký ekonom, nositel Nobelovy ceny
- 1942 – Geneviève Bujold, kanadská herečka
- 1945 – Debbie Harry, americká zpěvačka, hudební skladatelka a herečka
- 1949 – John Farnham, australský populární zpěvák
- 1950 – David Duke, americký publicista, politik a spisovatel
- 1951 – Fred Schneider, americký zpěvák
- 1952
  - Dan Aykroyd, kanadsko-americký herec, komik, scenárista a hudebník
  - Steve Shutt, kanadský hokejový útočník
  - Yayi Boni, prezident Beninu
- 1953
  - Lawrence Gonzi, předseda vlády Maltské republiky
  - Jadranka Kosorová, chorvatská žurnalistka a politička
- 1955
  - Augusto De Luca, italský umělec a fotograf
  - Li Kche-čchiang, premiér Čínské lidové republiky († 27. října 2023)
- 1957 – Alexandr Savin, sovětský volejbalista
- 1960 – Erik Friedlander, americký violoncellista a hudební skladatel
- 1961
  - Diana Spencerová, britská princezna z Walesu, bývalá manželka prince Charlese († 31. srpna 1997)
  - Carl Lewis, americký atlet, sprinter
- 1964 – Rolf Kasparek, německý metalový zpěvák a kytarista, frontman powermetalové skupiny Running Wild
- 1967 – Pamela Anderson, kanadská herečka a modelka
- 1968 – Tim Abell, americký herec
- 1971 – Missy Elliott, americká zpěvačka a rapperka
- 1972 – Claire Forlani, americká herečka
- 1976
  - Ruud van Nistelrooy, nizozemský fotbalista
  - Revaz Mindorašvili, gruzínský zápasník
- 1977
  - Liv Tyler, americká herečka
  - Jarome Iginla, kanadský lední hokejista
- 1982
  - Tanja Žagar, slovinská zpěvačka
  - Hilarie Burtonová, americká herečka
- 1988
  - Tommy Seymour, skotský ragbista
  - Kendra Cocksedgeová, novozélandská ragbistka
- 1989
  - Daniel Ricciardo, australský pilot F1
  - Mitch Hewer, britský herec
  - Hannah Murrayová, britská herečka
- 1994
  - Chloé Paquetová, francouzská tenistka
  - Montserrat Gonzálezová, paraguayská tenistka
- 1995 – Lena Häckiová-Großová, švýcarská biatlonistka
- 1996 – Adelina Sotnikovová, ruská krasobruslařka
- 1999 – Matteo Jorgenson, americký silniční cyklista
- 2003 – Tate McRae, kanadská zpěvačka, tanečnice a herečka
- 2004 – Alejandro Garnacho, argentinský fotbalista

## Úmrtí
Viz též Kategorie:Úmrtí 1. července — automatický abecedně řazený seznam.

### Česko

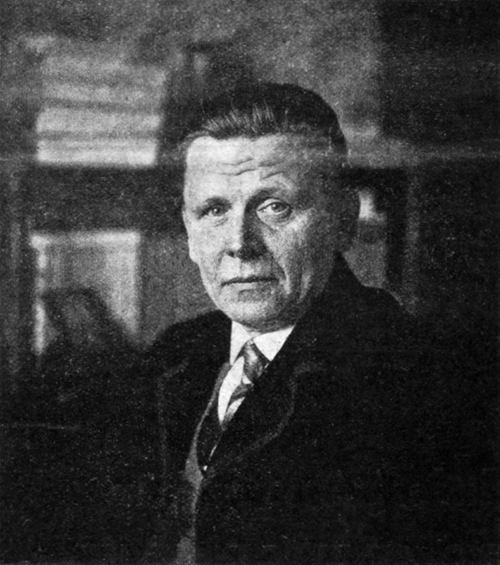
Fráňa Šrámek († 1952)

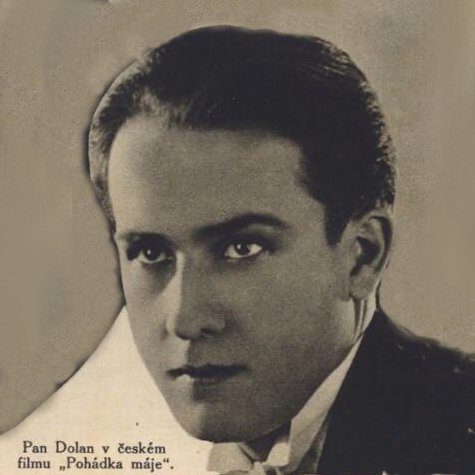
Jiří Voskovec († 1981)

- 1716 – Jan Josef Božan, římskokatolický kněz a básník (* 1644)
- 1742 – Bohuslav Matěj Černohorský, hudební skladatel (* 16. února 1684)
- 1774 – Václav Vodička, houslista, hudební pedagog a skladatel (* mezi lety 1715–1720)
- 1775 – Josef Stern, malíř (* 7. března 1716)
- 1889 – Dominik Zbrožek, český a polský geodet (* 1. srpna 1832)
- 1901 – Vojtěch Weidenhoffer, podnikatel a politik (* 18. dubna 1826)
- 1902 – Jan Lepař, pedagog (* 16. května 1827)
- 1912
  - Eduard Strache, rakouský a český nakladatel, novinář a politik (* 13. dubna 1847)
  - Albín Bráf, právník, profesor, politik a novinář (* 27. února 1851)
- 1914 – František Josef Mach, kapelník a skladatel (* 31. května 1837)
- 1920 – Ferdinand Velc, malíř, fotograf a etnograf (* 27. července 1864)
- 1940 – Emil Štolc, hudební skladatel a dirigent (* 28. října 1888)
- 1945 – Alois Říha, primátor Prahy za okupace (* 21. července 1875)
- 1952 – Fráňa Šrámek, spisovatel a dramatik (* 19. leden 1877)
- 1957 – Rudolf Kukač, profesor statiky pozemních staveb, rektor ČVUT (* 19. listopadu 1889)
- 1981
  - Jiří Voskovec, herec, spisovatel a dramatik (* 19. června 1905)
  - Zdeněk Burian, malíř (* 11. února 1905)
- 1996
  - Dagmar Hilarová, spisovatelka (* 26. březen 1928)
  - Ota Janeček, malíř, grafik, ilustrátor a sochař (* 15. srpna 1919)
- 1998 – Václav Gajer, režisér a scenárista (* 19. srpna 1923)
- 1999 – Čestmír Šlapeta, architekt (* 9. prosince 1908)
- 2000 – Karel Filsak, architekt (* 10. října 1917)
- 2007 – František Řezníček, fotograf (* 23. května 1954)
- 2010 – Václav Babka, herec (* 11. srpna 1927)
- 2011 – František Vízner, umělec, sklářský výtvarník a designér (* 9. března 1936)
- 2015 – Miloslava Misáková, sportovní gymnastka, zlato na OH 1948 (* 25. února 1922)

### Svět

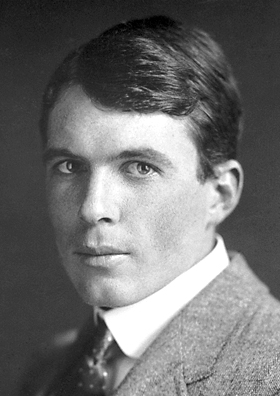
William Lawrence Bragg († 1971)

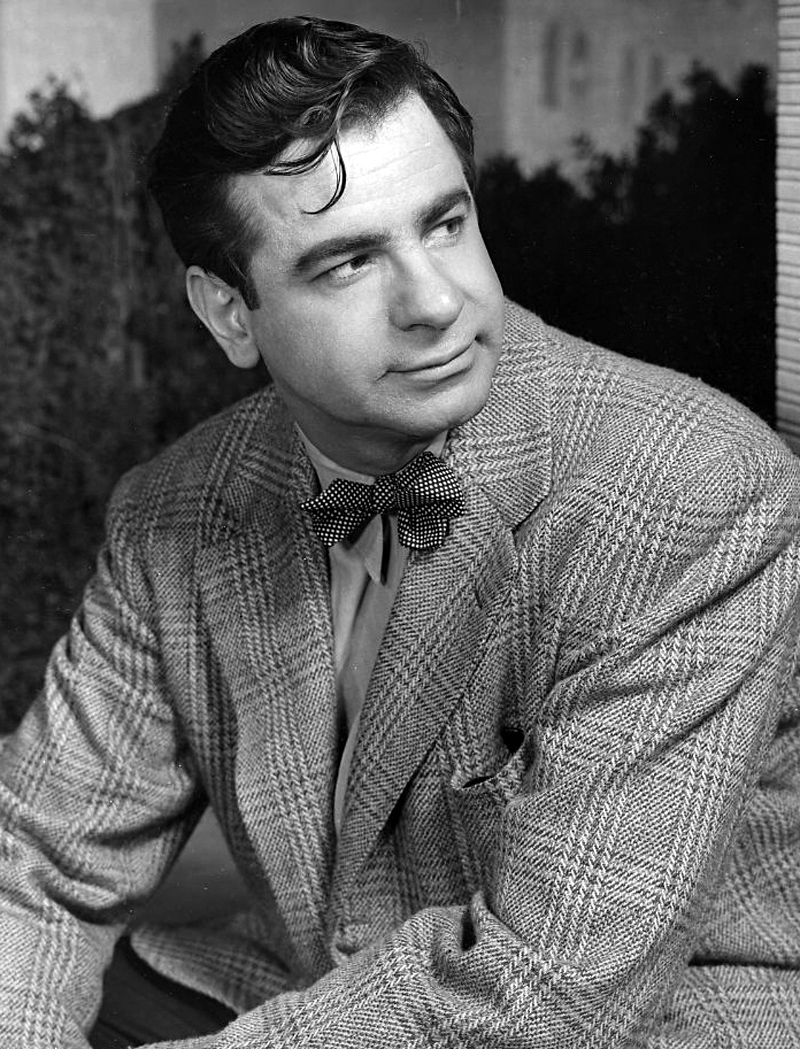
Walter Matthau († 2000)

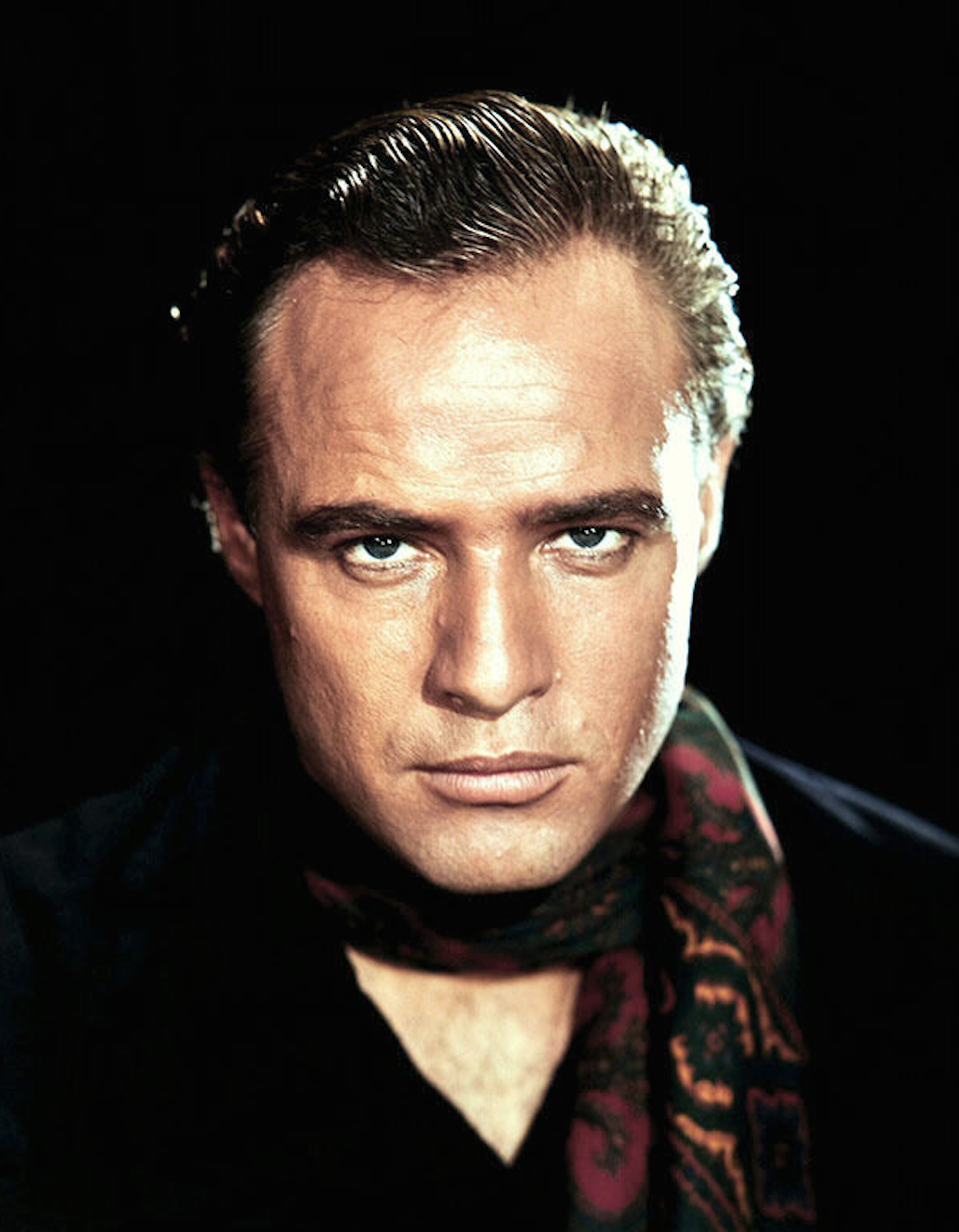
Marlon Brando († 2004)

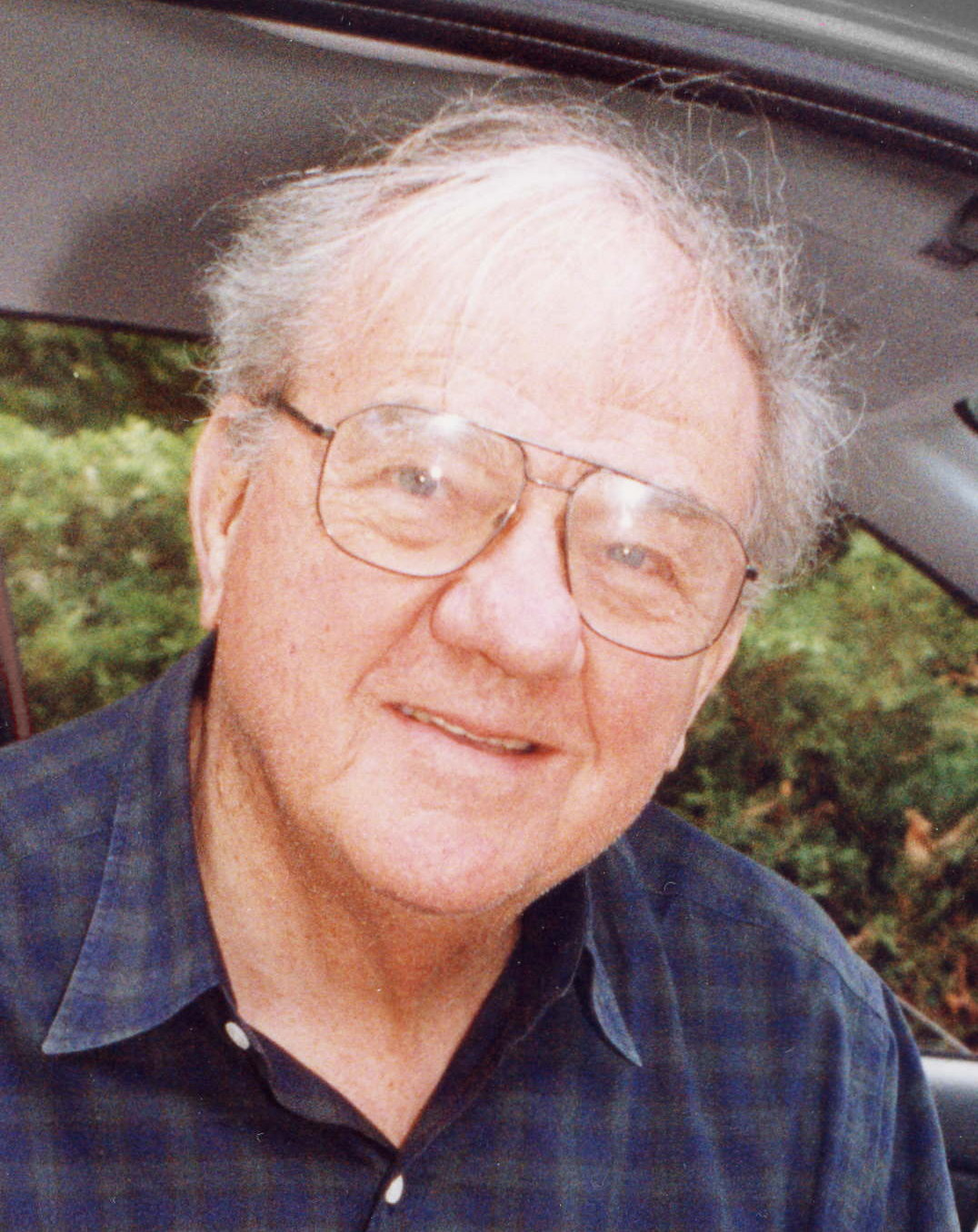
Karl Malden († 2009)

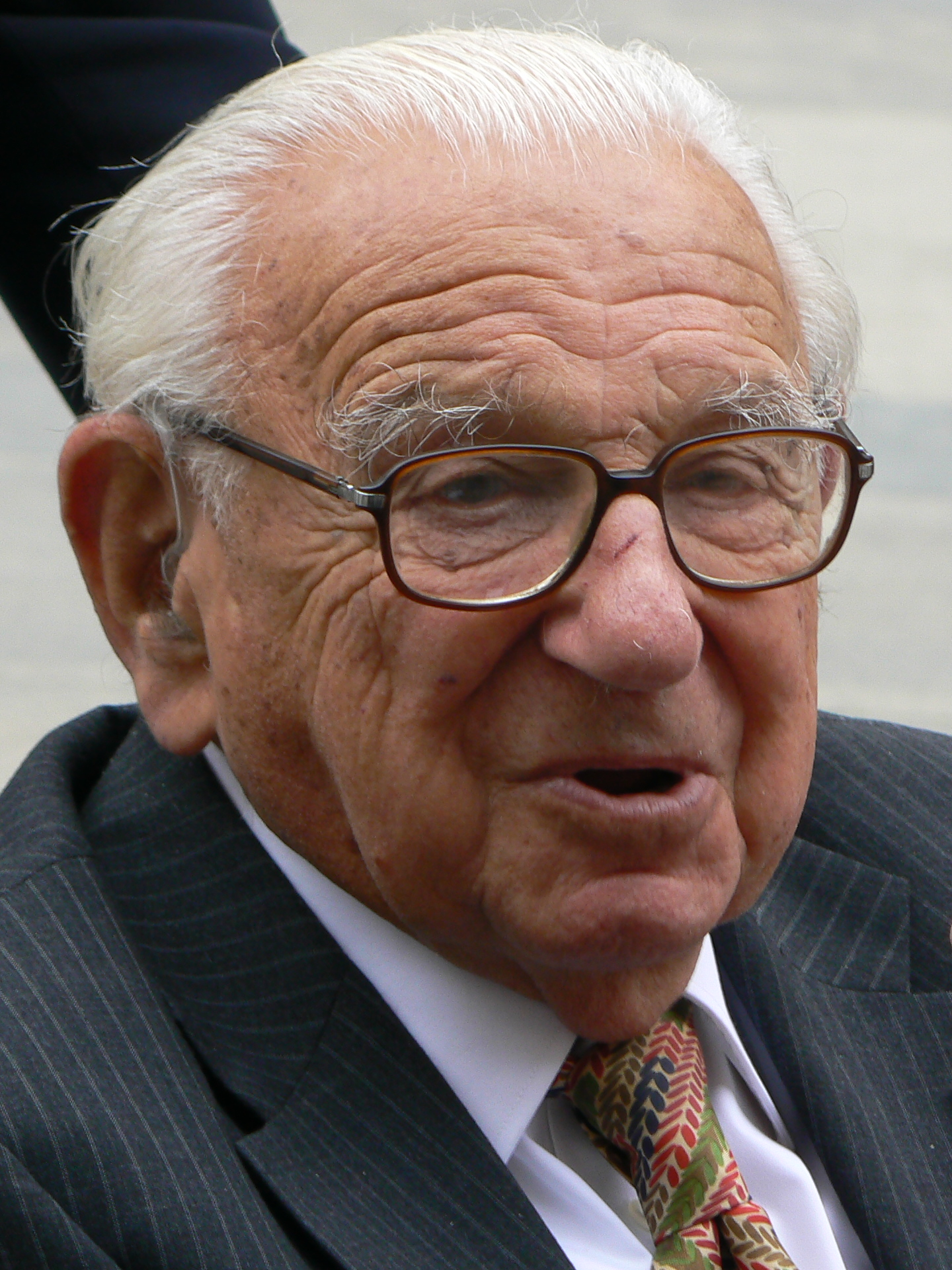
Nicholas Winton († 2015)

- 1277 – Bajbars, mamlúcký sultán Egypta (* 1223)
- 1592 – Marc'Antonio Ingenieri, italský hudební skladatel (* 1547)
- 1646 – Gerhard z Questenberka, šlechtic a vysoký císařský úředník (* 1580)
- 1717 – Anna Žofie Dánská, dánská princezna, saská kurfiřtka (* 1. září 1647)
- 1726 – Šarlota z Hanau-Lichtenbergu, německá šlechtična (* 2. května 1700)
- 1729 – Gottlieb Wernsdorf, německý teolog (* 25. února 1668)
- 1784 – Wilhelm Friedemann Bach, německý skladatel (* 22. listopadu 1710)
- 1810 – Pavlína ze Schwarzenbergu, kněžna ze Schwarzenbergu (* 2. září 1774)
- 1820 – Armand Havet, francouzský botanik (* 1795)
- 1853 – Branko Radičević, srbský básník (* 28. března 1824)
- 1855 – Antonio Rosmini Serbati, italský filosof, teolog a politik (* 24. března 1797)
- 1860 – Charles Goodyear, americký chemik a vynálezce (* 29. prosince 1800)
- 1876 – Michail Alexandrovič Bakunin, ruský revolucionář (* 30. května 1814)
- 1881 – Rudolf Hermann Lotze, německý lékař, filosof a psycholog (* 21. května 1817)
- 1884 – Allan Pinkerton, americký soukromý detektiv (* 1819)
- 1896 – Harriet Beecher Stoweová, americká spisovatelka (* 14. června 1811)
- 1898 – Siegfried Marcus, německý vynálezce a automobilový průkopník (* 18. září 1831)
- 1916 – Rowland Fraser, skotský ragbista (* 10. ledna 1890)
- 1925 – Erik Satie, francouzský skladatel (* 17. května 1866)
- 1928 – Frankie Yale, americký gangster (* 1893)
- 1930 – Maximilian Njegovan, rakousko-uherský admirál (* 31. října 1858)
- 1934 – Edgar Julius Jung, německý politik († 6. března 1894)
- 1940 – Ben Turpin, americký filmový komik (* 19. září 1869)
- 1944 – Táňa Savičevová, žákyně žijící v Leningradě, oběť druhé světové války (* 25. ledna 1930)
- 1950 – Eliel Saarinen, finský architekt (* 20. srpna 1873)
- 1954 – Thea von Harbou, německá spisovatelka (* 27. prosince 1888)
- 1955 – Eugen Hoffmann, německý sochař a malíř (* 27. září 1892)
- 1961 – Louis-Ferdinand Céline, francouzský lékař a spisovatel (* 27. května 1894)
- 1964 – Pierre Monteux, francouzský dirigent (* 4. dubna 1875)
- 1966 – Natalena Koroleva, ukrajinská spisovatelka, překladatelka, lexikografka, archeoložka, baletka (* 3. března 1888)
- 1967 – Max Schulze-Sölde, německý malíř (* 25. ledna 1887)
- 1968 – Rudolf Toussaint, německý generál, velitel jednotek Wehrmachtu bojujících v Praze (* 2. května 1891)
- 1971
  - Gustaf Johansson, švédský hokejista (* 14. září 1900)
  - William Lawrence Bragg, britský fyzik (* 31. března 1890)
- 1974 – Juan Perón, argentinský prezident (* 8. října 1895)
- 1978 – Kurt Student, německý pilot (* 12. května 1890)
- 1979 – Vsevolod Bobrov, sovětský hokejista a fotbalista (* 1. prosince 1922)
- 1980 – Charles Percy Snow, britský prozaik (* 15. října 1905)
- 1981 – Marcel Breuer, architekt maďarského původu (* 21. května 1902)
- 1983 – Buckminster Fuller, americký architekt, matematik, chemik a spisovatel (* 12. července 1895)
- 1987 – Snakefinger, britský hudebník a multiinstrumentalista (* 17. června 1949)
- 1988 – Hermann Volk, mohučský biskup, teolog a kardinál (* 27. prosince 1903)
- 1989 – Benjámin Ferenc Rajeczky, maďarský kněz, hudební historik, muzikolog (* 11. listopadu 1901)
- 1993 – Pia Leśniewska, 2. generální představená Kongregace sester uršulinek Srdce Ježíše Umírajícího (* 24. června 1898)
- 1997 – Robert Mitchum, americký herec (* 6. srpna 1917)
- 2000
  - Walter Matthau, americký herec (* 1. října 1920)
  - Cub Koda, americký rockový zpěvák, kytarista skladatel (* 1. října 1948)
- 2001 – Nikolaj Gennadijevič Basov, sovětský fyzik, Nobelova cena za fyziku 1964 (* 14. prosince 1922)
- 2003
  - N!xau, namibijský herec, Křovák (* 16. prosince 1944)
  - Herbie Mann, americký jazzový flétnista (* 16. dubna 1930)
- 2004 – Marlon Brando, americký herec (* 3. dubna 1924)
- 2005 – Luther Vandross, americký R&B zpěvák (* 1951)
- 2006 – Rjútaró Hašimoto, premiér Japonska (* 29. července 1937)
- 2008 – Mel Galley, anglický hard rockový kytarista (* 8. března 1948)
- 2009
  - Anna Karen Morrow, americká herečka (* 20. září 1914)
  - Karl Malden, americký herec (* 22. března 1912)
  - Ljudmila Zykinová, ruská zpěvačka (* 10. června 1929)
- 2011 – Anne LaBastille, americká spisovatelka (* 20. listopadu 1935)
- 2012
  - Fritz Pauer, rakouský klavírista a hudební skladatel (* 14. října 1943)
  - Alan Poindexter, americký kosmonaut (* 5. listopadu 1961)
- 2015 – Nicholas Winton, britský makléř a záchrance 669 dětí (* 19. května 1909)
- 2021 – Louis Andriessen, nizozemský hudební skladatel a klavírista (* 6. června 1939)
- 2023 – Viktorija Amelinová, ukrajinská spisovatelka (* 1. ledna 1986)
- 2024 – Ismail Kadare, albánský básník a spisovatel (* 28. ledna 1936)

## Svátky

### Česko
- Jaroslava
- Světový den architektury
- Děpold, Teobald, Theobald
- Vesna

### Svět
- Kanada – Dominion Day
- Burundi, Rwanda – Den nezávislosti
- Somálsko – Den založení
- Ghana – Den republiky
- Surinam – Svátek práce
- Turecko – Den námořnictva
- Zambie – Den hrdinů (je-li pondělí)

## Fiktivní postava
- 1899 – Indiana Jones, vymyšlená postava legendárního profesora a dobrodružného badatele.

| 1. červenec v pražském KlementinuÚdaje jsou platné k 8. 7. 2025. | 1. červenec v pražském KlementinuÚdaje jsou platné k 8. 7. 2025. | 1. červenec v pražském KlementinuÚdaje jsou platné k 8. 7. 2025. |
| minimum                                                          | denní průměr                                                     | maximum                                                          |
| ---------------------------------------------------------------- | ---------------------------------------------------------------- | ---------------------------------------------------------------- |
| 8,8 °C (1969)                                                    | 18,6 °C (od 1961)                                                | 35,3 °C (2019)                                                   |